# Droga wojewódzka nr 738
Droga wojewódzka nr 738 (DW738) – droga wojewódzka klasy G w województwie mazowieckim (powiat kozienicki) i klasy Z w województwie lubelskim (powiat puławski), o długości 25,064 km. Łączy Słowiki Nowe koło Kozienic z Górą Puławską koło Puław. Dawniej był to ważny szlak łączący Lublin i Puławy z Warszawą.

## Miejscowości leżące przy trasie DW738
- Słowiki Nowe
- Bąkowiec
- Wólka Bachańska
- Oleksów
- Gniewoszów
- Regów Nowy
- Wysokie Koło
- Kowala
- Bronowice
- Jaroszyn
- Góra Puławska